# Le Garçon boucher
Pour les articles homonymes, voir The Butcher Boy.
Pour le groupe de musique, voir Les Garçons Bouchers.
 (octobre 2020).
Pour plus de détails, voir Fiche technique et Distribution.
Le Garçon boucher (The Butcher Boy) est un film irlandais de Neil Jordan, sorti en 1997, adapté du roman The Butcher Boy de Patrick McCabe.

## Synopsis
À Clones dans les années 1960, Francie Brady, un jeune garçon irlandais de douze ans, grandit entre un père trompettiste porté sur la bouteille et une mère dépressive. Il partage ses heures de loisir avec son meilleur ami, Joe. Un jour, ils volent les bandes dessinées d'un de leurs camarades, dont la mère, Mrs Nugent, vient se plaindre en traitant sa famille de « porcs ». Il fugue et vole de l'argent pour acheter un cadeau pour sa mère, mais à son retour, il arrive lors de son enterrement car elle s'est suicidée. Francie décide de se venger de Mrs Nugent, la mère qui les a insultés. Il se retrouve dans une maison de correction tenue par des pères, où il se met à voir et entendre la vierge Marie. Il est transféré en hôpital psychiatrique, devient de plus en plus violent et effraie même son ami Joe, jusqu'à l'irréparable.

## Fiche technique
- Réalisation : Neil Jordan
- Scénario : Neil Jordan et Patrick McCabe d'après son roman The Butcher Boy
- Photographie : Adrian Biddle
- Musique : Elliot Goldenthal
- Pays d'origine : États-Unis
- Format : Couleurs - 1,85:1 - Dolby Digital - 35 mm
- Genre : Comédie dramatique
- Durée : 110 minutes
- Date de sortie : 1997

## Distribution
- Eamonn Owens (en) (VQ : Boris Gambier) : Francie Brady
- Stephen Rea (VQ : Pierre Auger) : Benny « Da » Brady
- Fiona Shaw : Mme Nugent
- Andrew Fullerton : Phillip Nugent
- Aisling O'Sullivan (en) (VQ : Anne Dorval) : Annie « Ma » Brady
- Alan Boyle (VQ : Jean-Luc Montminy) : Joe Purcell
- Seán McGinley (en) (VQ : Alain Gélinas) : Sergent
- Ian Hart : l'oncle Alo
- Brendan Gleeson : le Père Bubbles
- Milo O'Shea : le Père Sullivan
- Sinéad O'Connor : Notre Dame / Colleen
- Gina Moxley (en) : Mary
- John Kavanagh (VQ : Éric Gaudry) : Dr Boyd
- Niall Buggy (en) : le Père Dom

 Source et légende : version québécoise (VQ) sur Doublage.qc.ca

## Tournage
Le film a été tourné en Irlande :
- Clones

## Récompenses
- Ours d'argent du meilleur réalisateur en 1998 pour Neil Jordan
- Satellite Award de la révélation de l'année à la 3e cérémonie des Satellite Awards pour Eamonn Owens